# 木幡行
木幡 行（こわた つよし、1887年6月2日 - 1977年8月10日）は、日本の海軍軍人。最終階級は海軍少将。福島県出身。従四位勲三等功四級。

## 生涯
1887年（明治20年）6月2日に福島県標葉郡両竹村で木幡清茂の次男として生まれる。木幡家は代々相馬中村藩の藩士であったが没落し、極貧の少年時代を過ごした。7、8歳の頃に日清戦争が勃発し、出征や凱旋などを見聞きしていた木幡は、将来軍人になることを密かに決意する。しかし、家は困窮して学費を出せる状況ではなかったために「学費は一切親に頼らぬ。教科書は必ず筆写する。」ことを心に誓い、福島県立第四中学校に入学し、入学から卒業まで特待生を続け、傍らに新聞配達などをして学費を稼いだ。それでも学費を工面するのは大変で制服も夏冬二着など到底揃えられず、冬服の制服を夏には裏返して着るというようなことをしなければならないほどだったが、本人は明るく楽しい学生生活を送る事が出来たと回想している。この中学校時代にキリスト教の洗礼を受けてキリスト教徒となる。
1905年（明治38年）6月、中学5年の時に海軍兵学校を受験するも及第には至らず、一念発起して1906年（明治39年）12月27日に海軍兵学校37期に入学。37期には最後の海軍大将井上成美や最後の聯合艦隊司令長官小沢治三郎、上海特別陸戦隊で有名な大川内伝七などがおり、多士済々なクラスだった。当時の海軍兵学校ではキリスト教徒はヤソと言われて歓迎されなかったが、個人の信仰を改宗させるような事は無く、木幡は英語教官であった堀英四郎先生の家で浦が伝導義会の人に会ったことがきっかけとなり、毎週日曜日には教官の家に参上しキリスト教の集会を開くようになった。そこで同期の岩下保太郎(後海軍少将)や山村実(後海軍大佐)と出会った。会には後に小池四郎(後海軍中将)なども参加するようになったという。そのような充実した学生生活を送っていたが、卒業成績は本人が思っていた以上に芳ばしいものではなく、179名中135番という成績でベッキ(backのなまり、つまりは劣等生のこと)組に入ってしまった。1909年（明治42年）11月19日、失意のうちに海軍兵学校を卒業、少尉候補生として練習艦隊に参加、宗谷に乗り込む。
海兵37期の練習艦隊には他の練習艦隊にはない特殊なケースとして、候補生を成績優秀者とベッキ組に分割し、差別するということが起こった。ベッキ組はそれに反発し、練習艦隊の成績は頗る悪かったという。その結果、37期は少尉任官を1910年（明治43年）12月1日に任官する者と1911年（明治44年）2月10日に任官する者とに分けられることとなった。ベッキ組は大いに憤慨し、図らずもベッキ組に入っていた木幡は海軍生活全般に於いてこのコンプレックスを抱きながら勤務することとなる。7月16日第一艦隊の軍艦三笠乗組、12月1日に第二艦隊の春日乗組となる。木幡が生涯恩人として慕った松村菊勇海軍中将は当時春日副長で、この時から二人の親交が始まることとなった。1911年2月10日任海軍少尉。5月22日に機関科候補生練習艦津軽乗組になり、練習航海に参加することとなる。この時、津軽には同期で親友でもある加藤仁太郎海軍少将がいた。木幡は海軍生活で3度も練習艦配属に参加するなど練習艦隊と関わりが多い。1912年4月24日海軍砲術学校普通科学生。8月9日海軍水雷学校普通科学生。この時に機銃の教官として山本五十六が勤務していた。12月1日任海軍中尉、第二艇隊附となり鴎乗組。
1913年12月1日、鞍馬乗組、航海長附として第一次世界大戦に参加。鞍馬は第二艦隊の旗艦として青島方面に出撃したが、到着したのはドイツ艦隊が逃げた後だった。この時にドイツのUボートによって大公島沖哨戒任務にあった高千穂が撃沈され、同期の窪徳治郎、角村利平が殉職している。鞍馬はその後筑波、生駒、山風、海風と共に南遣艦隊(司令官山屋他人中将)に編入され、南方でドイツ艦隊を追うことになる。しかし一度もドイツ艦隊と相対することはなかった。1915年1月7日横須賀入港。鞍馬は第一艦隊に編入された。3月17日楠乗組を命ぜられ、川崎造船所で艤装に参加することとなる。木幡は駆逐艦乗りを目指していたのでこの配置を大いに喜んだが、艤装が完了し、第一艦隊第十駆逐隊に編入された直後の9月8日練習艦吾妻乗組となる。加藤仁太郎もこの時練習艦磐手乗組でまた同じ艦隊に勤務することとなった。1916年8月22日横須賀帰着。12月1日任海軍大尉、海軍大学校乙種学生。1917年5月1日海軍水雷学校高等科学生になった際に加藤仁太郎と同じ勤務先になり、二人で逗子の新宿に隣同士で住むこととなった。5月19日に結婚し所帯を持つ。この水雷学校高等科学生の時に同じく学生の木幡、加藤、そして樋口修一郎と共にストーン部落(三人の石頭が揃ったことから)と称して生涯親交し続けることとなる。高等科学生卒業後、1918年9月10日に第二特務艦隊司令部附。当時、第二特務艦隊は第一次世界大戦のため地中海方面にいた。11月1日樫乗組。1920年6月1日、曙駆逐艦長。かねてより希望していた駆逐艦長にようやくなった木幡だったが、曙は日露戦争にも従軍したオンボロ艦であった。その頃、同期の小沢治三郎が海大甲種学生として上京して会った際に「木幡、貴様も試験を受けろよ。」と言われたのが気になって、ベッキでも海大に入れるか分からないが受けてみようと受験をする気分になり、それから猛勉強をした結果、1920年12月1日、海軍大学校甲種20期に入学することとなった。1922年12月1日海大甲種20期卒業、任海軍少佐、駆逐艦楡の駆逐艦長となり佐世保へ赴任した。佐世保では海大同期の富田貴一(海兵38期)が第五戦隊先任参謀として着任していたので、司令官の斎藤七五郎中将とも親交を持つようになり、日曜日にはよく三人で登山をするような仲になったという。1923年5月1日、練習艦隊浅間分隊長。練習艦隊司令官は斎藤七五郎中将、磐手艦長には米内光政がいた。この練習艦隊は途中、関東大震災に遭遇し、急遽罹災者の避難や物資輸送に当たることになるが無事、1924年4月5日横須賀着。5月1日海軍兵学校教官兼監事。指導分隊には高松宮宣仁親王が所属していた。他にも伏見宮博信王が生徒として在学していたが、伏見宮博信王の御附武官は加藤仁太郎である。この時に教育参考館が創設されることとなり木幡はその主任として設立準備を進めた。1925年12月1日伊勢副長。1926年12月1日任海軍中佐、第一艦隊参謀兼聯合艦隊参謀。この在任中に美保関事件に遭遇している。1928年12月10日薄雲駆逐艦長。1929年11月30日海軍省教育局局員。1931年11月14日第二十二駆逐隊司令となり第一次上海事変に従軍、呉淞の砲台を同期の原顕三郎(後海軍中将)が指揮する第十駆逐隊と共に沈黙せしめ、この功績で功四級金鵄勲章と勲三等旭日章を授与される。12月1日任海軍大佐。1933年11月15日鬼怒艦長。
ここまでは順調に水雷屋としてのキャリアと歩んでいたが、1934年11月1日に馬公要港部参謀長となる。馬公要港部は日の当たらない士官が行かされる左遷場所のような意味合いを持っており、木幡自身もそろそろ自分の現役が長くない事を悟っていたようである。1936年12月1日横須賀防備隊司令。当時、防備隊は素行が悪かったりする者が行かされるような場所であり、その司令になるということは、もうすぐ退役になるという意味合いを含んでいた。1937年11月1日任海軍少将。12月11日予備役。
予備役後は教育局局員の時に局長をしていた寺島健中将が世話をして、1938年1月19日、当時寺島が社長をしていた浦賀船渠株式会社顧問に就任する。戦中は海軍の要請により青島にあった海軍工廠が浦賀ドックに委託されたことにより青島出張所所長として勤務、終戦を迎える。戦後は秦行舍堂という印刷会社を経営し、1977年8月10日、90歳で死去。
子役の小畑やすしは孫（長男の息子）である。

## 年譜
- 1909年（明治42年）- 海軍兵学校を卒業（37期）
- 1911年（明治44年）2月27日- 任 海軍少尉
- 1912年（大正元年）4月24日- 海軍砲術学校普通科学生
  - 8月9日- 海軍水雷学校普通科学生
  - 12月1日- 任 海軍中尉
- 1915年（大正4年）9月8日-吾妻乗組
- 1916年（大正5年）12月1日- 任 海軍大尉
  - 海軍大学校乙種学生
- 1917年（大正6年）5月1日- 海軍水雷学校高等科学生 
  - 12月1日-海軍水雷学校教官
- 1918年（大正7年） 9月10日- 第二特務艦隊司令部附
- 1920年（大正9年）6月1日- 曙駆逐艦長
  - 12月1日- 海軍大学校甲種学生（20期）
- 1922年（大正11年） 12月1日- 任 海軍少佐
  - 楡駆逐艦長
- 1924年（大正13年） 11月15日- 海軍兵学校教官兼監事
- 1926年（大正15年） 12月1日- 任 海軍中佐
  - 第一艦隊参謀兼聯合艦隊参謀
- 1928年（昭和3年） 12月10日- 薄雲駆逐艦長
- 1929年（昭和4年） 11月30日- 海軍省教育局局員
- 1931年（昭和6年）11月14日- 第二十二駆逐隊司令
  - 12月1日- 任 海軍大佐
- 1933年（昭和8年）11月15日- 鬼怒艦長
- 1934年（昭和9年）11月1日- 馬公要港部参謀長
- 1936年（昭和11年）12月1日- 横須賀防備隊司令
- 1937年（昭和12年）12月1日- 任 海軍少将
  - 12月21日- 予備役
- 1947年（昭和22年）11月28日- 公職追放仮指定[1]
- 1977年（昭和52年）8月10日- 死去

## 人物像
キリスト教徒として自制に努め、酒や芸者遊びはやらなかった。
海兵37期クラス会が作成した思い出の記(第三十七期会古希号、1957年)の中で、同期の加藤仁太郎海軍少将とたびたび同じ勤務場所になるなどして仲が良かったことが語られている。また、自叙伝の中で前出の加藤、そして樋口修一郎と生涯親友であったことが語られている。
37期の練習艦隊では候補生は成績の上下で別けられ、特に彼の乗り込んだ宗谷ではベッキ組(成績が下の者たち)への対応が酷く、少尉任官を半年遅らされることとなった。その件について、「宗谷の教育はなっていなかった」として自身が練習艦隊の指導官となった際には逆の事をしたと記の中で語っている。
海兵58期の千早正隆が少尉の2年目に第二十二駆逐隊配属になった際に、千早に「東郷元帥の大佐時代までの主だった経歴を述べよ」という課題を出したのは木幡である。
千早は「結論として何もありません」と報告したが、木幡は「うん、それでいい。東郷さんはそういう人なんだ」と答え、千早に東郷ハガネを称してわれわれは東郷バカネと言うんだよ、と教えた。

## 親族
- 孫 小畑やすし（子役、長男の息子）